# Matthias Wiegand
Matthias Wiegand (n. 22 aprilie 1954, Plauen, Republica Democrată Germană, Germania) este un ciclist german, medaliat olimpic. A participat la 2 ediții ale Jocurilor Olimpice (1976, 1980) în care a câștigat o medalie de argint.